# Dansa viva
Una dansa viva és una dansa que es fa en una festa concreta i en un moment concret d'aquesta festa. Aquestes danses es duen a terme en els moments principals de la celebració, quan la ritualitat es fa més explícita. Els balladors, tot sovint, no provenen de cap formació concreta ni tornaran a executar la dansa en qüestió. La manera com els balladors accedeixen a la dansa és diferent a cada població: adés és per sorteig, adés perquè s'han casat aquell any, adés pel fet d'exercir un càrrec determinat, etc.
Una altra característica, i sempre parlant des d'una òptica generalista, és que el lloc natural d'execució de la dansa és la plaça o el carrer. Allunyant-se de l'escenari, hi perd força el concepte d'espectacle en favor del concepte de ritual. A Catalunya el patrimoni de danses vives és tan ric i extens com desconegut. Entre els gèneres més populars, hi ha el contrapàs, la jota, la sardana, etc. Barcelona no és una població especialment rica en dansa viva, però sí que gaudeix d'alguns exponents dignes d'esment, com ara el Ball de Rams d'Hostafrancs o el Galop de la Mercè.